# Tour Saint-Éloi
La tour Saint-Éloi est une des tours anciennes, vestiges des anciens remparts de la ville de Nevers, en France.

## Localisation
La tour est située sur le boulevard Pierre de Coubertin à Nevers.

## Histoire
Parmi les tours typiques à Nevers, on trouve la tour Saint-Eloi, rue Pierre de Coubertin, vestige médiéval.

## Architecture
Sa forme en arc ce triomphe, la seule dans le département de la Nièvre, est de facture classique et s'inspire, comme ses contemporains, du style antique. La fonction de cette porte se tourne vers la valorisation de la ville et n'est plus liée à la défense ou à la fiscalité.
Son décor sculpté, hélas détruit pendant la Révolution, comportait les attributs de la justice et les trophées militaires sur les deux piliers surmontés de l'écusson du duc et de celui de la ville. Le couronnement représentait un écu royal soutenu par deux génies et encadré de drapeaux et canons.

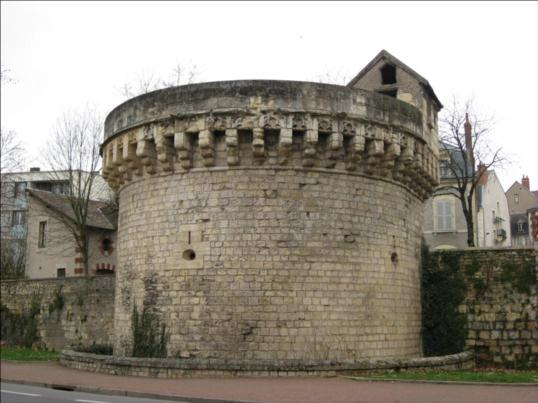